# Neoeme annulicornis
Neoeme annulicornis är en skalbaggsart som först beskrevs av Jean Baptiste Lucien Buquet 1859.  Neoeme annulicornis ingår i släktet Neoeme och familjen långhorningar.
Artens utbredningsområde är:
- Paraguay.
- Surinam.
- Venezuela.

Inga underarter finns listade i Catalogue of Life.